# کودتای ۱۹۹۵ قطر
کودتای ۱۹۹۵ قطر یک کودتای درون سلسله‌ای و بدون خونریزی بود که مورخهٔ ۲۷ ژوئن ۱۹۹۵ در قطر رخ داد. این کودتا توسط ولیعهد وقت، حمد بن خلیفه آل ثانی، انجام پذیرفت. او با حمایت خانواده حاکم آل ثانی کنترل کشور را از پدرش، امیر خلیفه بن حمد آل ثانی که آن هنگام در ژنو سوئیس به سر می‌برد، گرفت. این کودتا پس از درگیری بین حمد بن خلیفه و پدرش رخ داد که اوایل سال ۱۹۹۵ تلاش کرده بود تا بخشی از اختیاراتی را که از سال ۱۹۹۲ به حمد اعطا کرده بود، به دست آورد.

## پیامدها
در پاسخ به کودتا، خلیفه بن حمد پسرش را «مرد جاهل» خواند و اعلام کرد که او همچنان حاکم مشروع است؛ در حالی که حمد بن خلیفه یک شرکت حقوقی آمریکایی را برای مسدود کردن حساب‌های بانکی پدرش در خارج از کشور استخدام کرد، صحبت از یک ضد کودتای احتمالی به میان آمد. با این حال، در فوریه ۱۹۹۶ یک ضد کودتا تحت رهبری حمد بن جاسم بن حمد آل ثانی، وزیر سابق اقتصاد، انجام شد. ضد کودتا شکست خورد و چندین متحد سنتی قطر در این توطئه دخیل بودند: عربستان سعودی، امارات متحده عربی، بحرین و مصر.
پس از برکناری امیر سابق، او ابتدا در فرانسه و سپس در ابوظبی، امارات متحده عربی، به صورت تبعیدی زندگی خود را ادامه می‌داد، تا این که در سال ۲۰۰۴ به قطر بازگشت.